# 戈佐內海
戈佐內海是馬耳他的一個內海或潟湖。

## 形成
德维拉角周围的悬崖由海岸线上的珊瑚和球状石灰岩组成，是岛上最硬和最古老的岩石。它形成于大约2400万年前，在这里达到了大约130米的厚度。该湖和该地区的其他一些地质结构一样，可能是由中新世的一个洞穴坍塌形成的。这里形成的凹陷，大约30米深，后来被海水填满。该凹陷有大约250米的延伸，其中湖的最宽处占据了大约125米。這個水域與地中海僅靠一道很狹窄的隧道連接，所以在地理方面，它符合了內海的定義；但它的形成又與一般的潟湖又不同，不過當水道因為潮汐問題而離開水面時，內海與海洋分隔，又符合了潟湖的定義。

## 地点
从圣劳伦斯（San Lawrenz）出发，可以通过一条标有前蓝窗方向的道路到达湖边。这条路的尽头是一个停车场，湖在蓝窗以东约150米处，中间是圣安妮教堂，建于1963年。当地渔民在湖边建起了他们的小屋，有几个防波堤通向湖中，海滩是粗糙的石质。从海边进入隧道的入口被称为Ghar iz-Zerqa（蓝洞），因为它前面和里面是深蓝色的水。

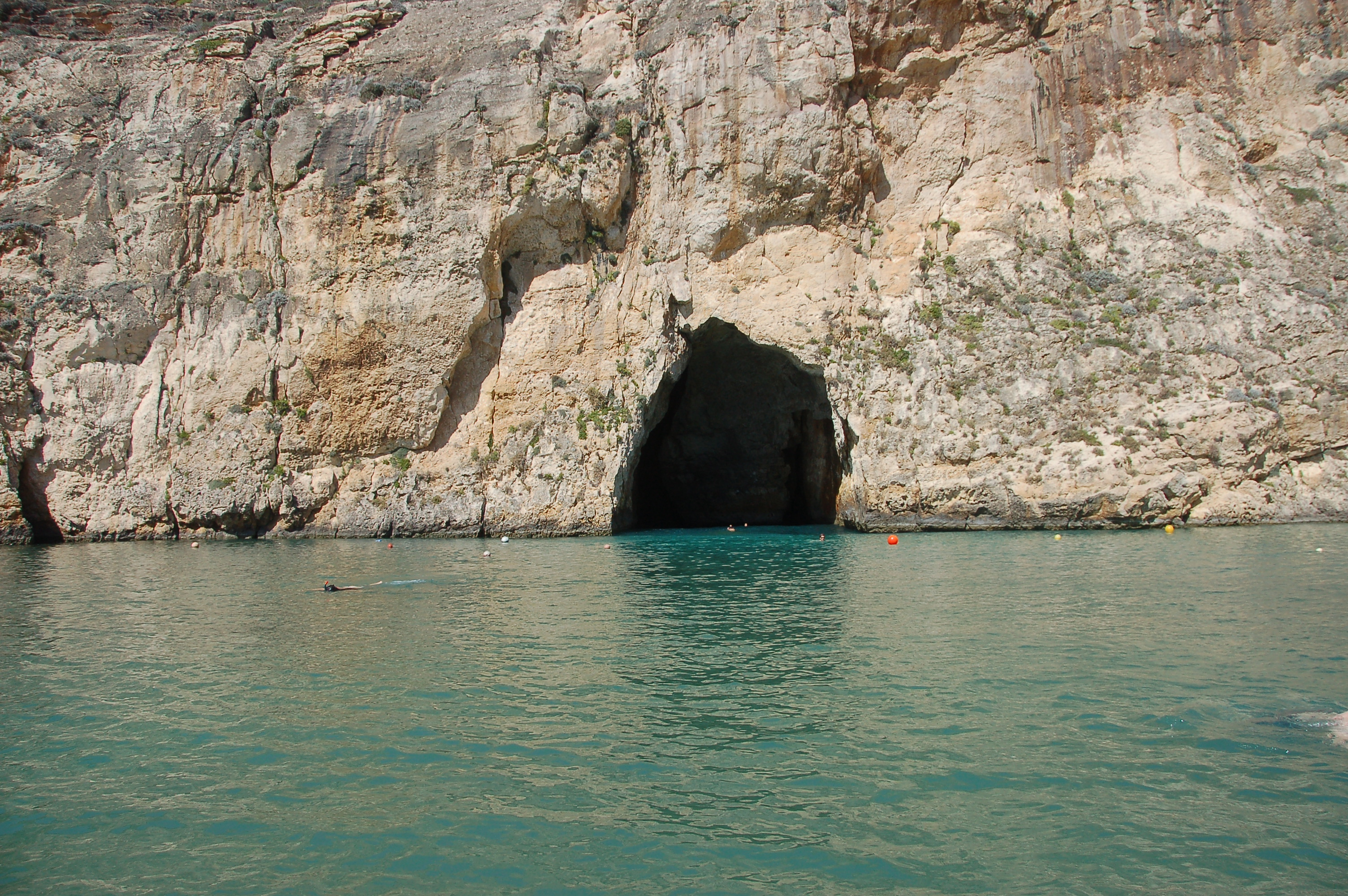
内海与通往地中海的隧道
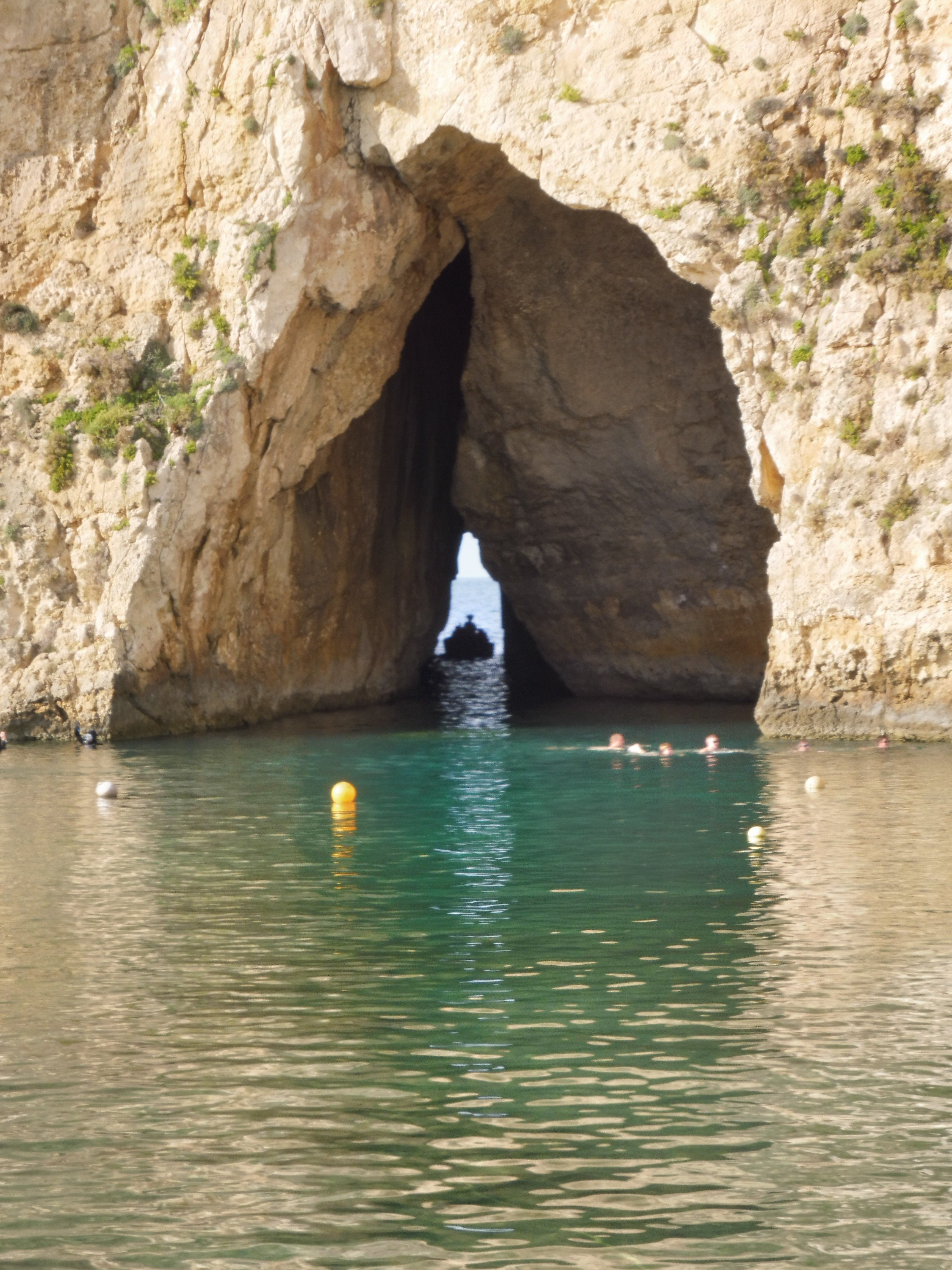
隧道中的风景
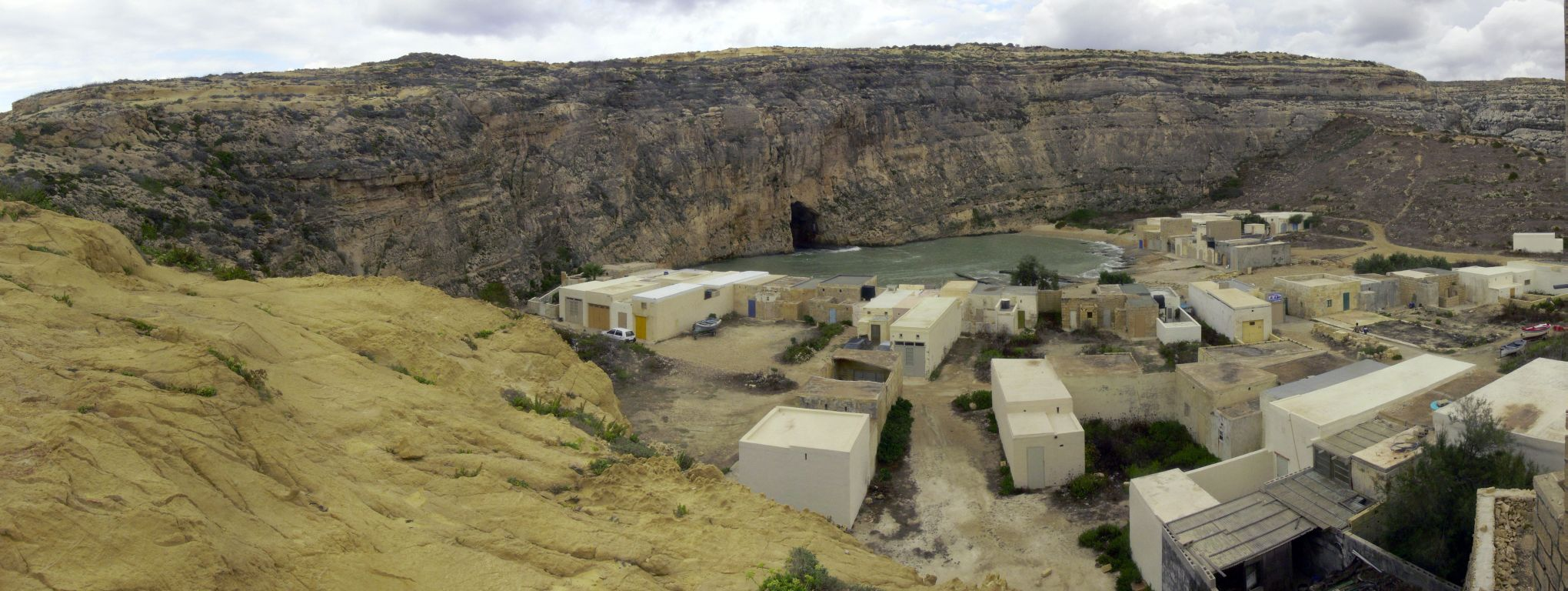
从高处俯瞰湖面和周围的渔屋
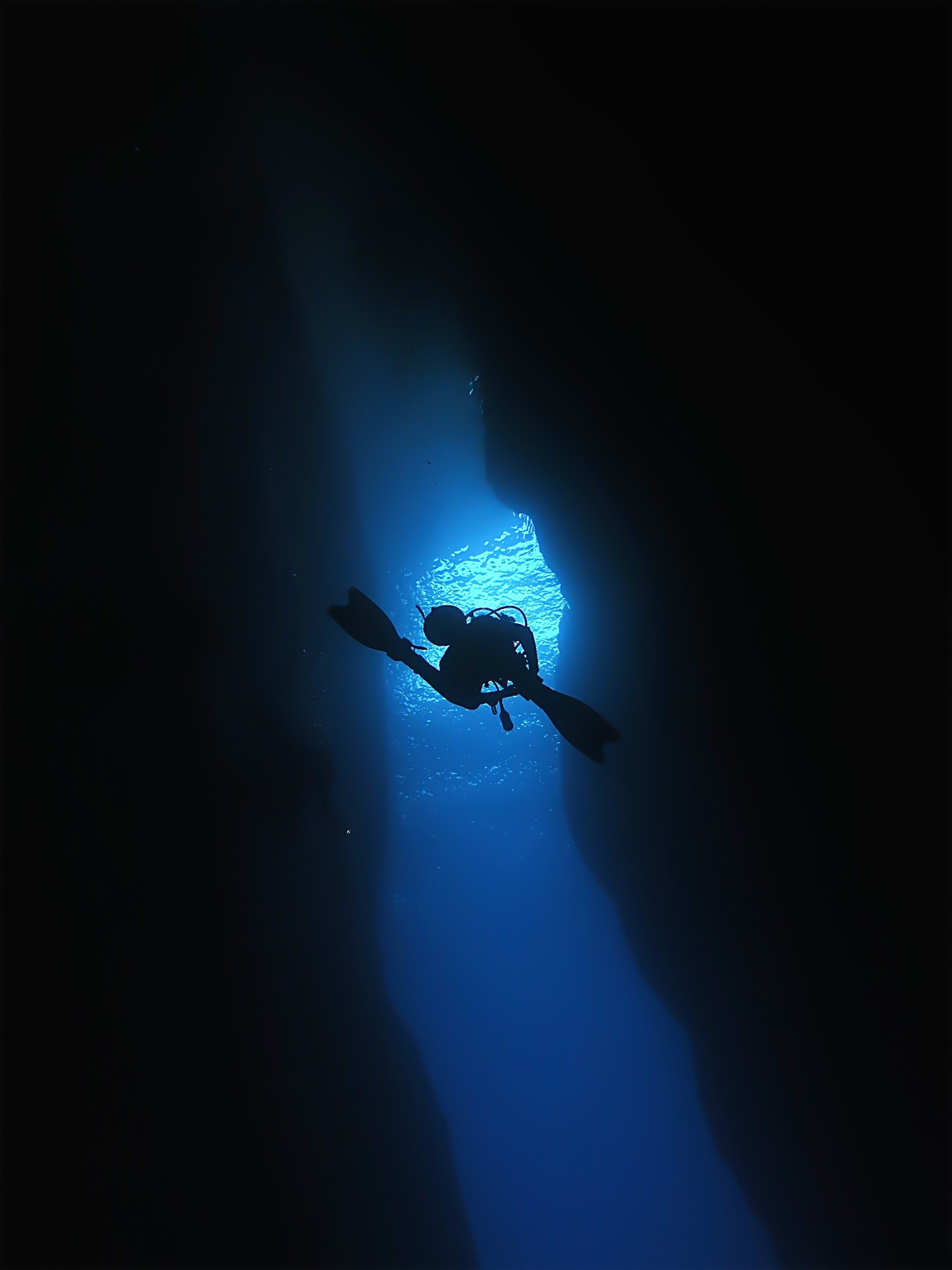
内海中的潜水者
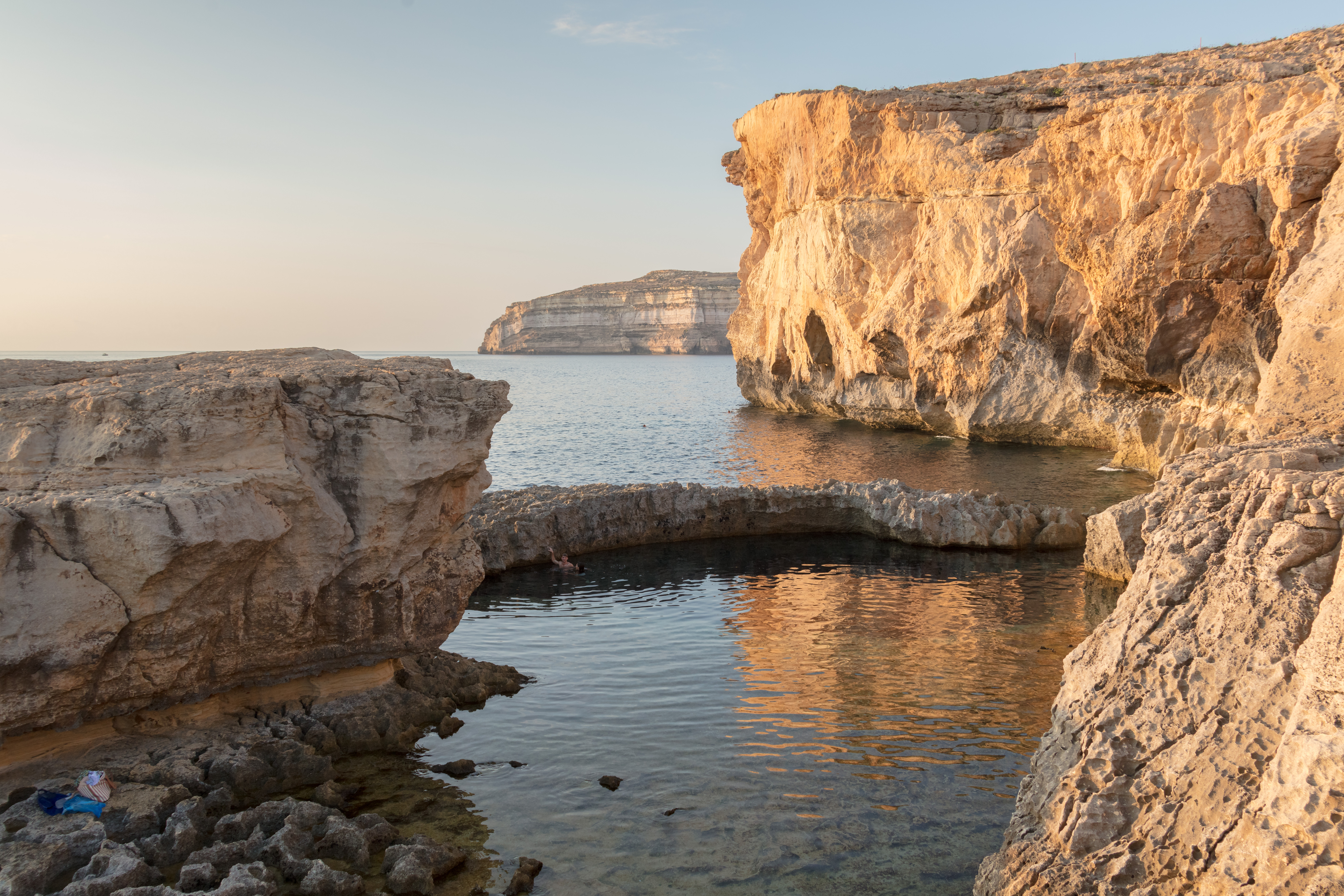
与内海相连的蓝洞

## 观光
该湖与2017年倒塌的蓝窗、德维拉塔、蓝洞和蘑菇岩一起，是戈佐岛的主要景点之一。特别是来自马耳他的日间游客可以很容易地乘坐巴士到达这里，当地所有的景点都在步行范围内。每年约有75万游客到此参观，所以夏天会非常拥挤。你可以在湖和隧道里游泳、浮潜和潜水。
当地渔民在平静的天气里提供从湖边的码头通过内海隧道到蘑菇岩的游船。典型的马耳他luzzu船被用于此目的。这些旅行是渔民额外收入的一个重要来源。该湖、隧道以及周围的地中海是戈佐岛上最受欢迎的潜水区之一。

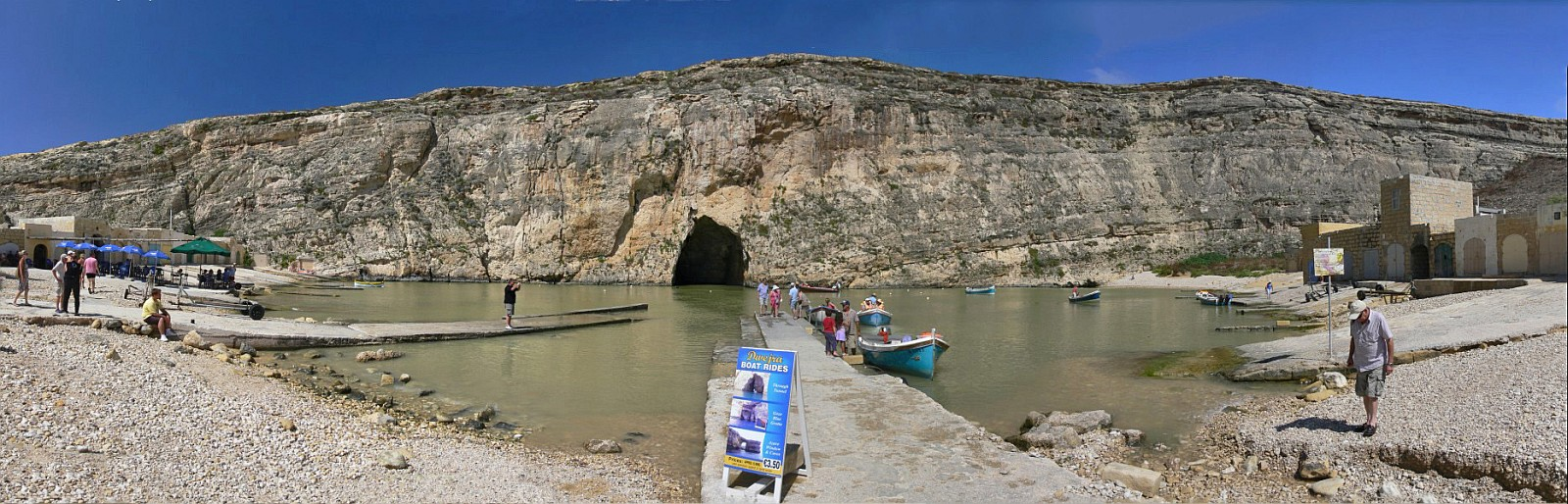
从码头看内陆海的全景，照片中有Luzzu船

## 外部連結
- 馬耳他旅遊資訊：戈佐內海 （页面存档备份，存于） （英文）